# Цона Артиђанале (Лече)
Цона Артиђанале (итал. Zona Artigianale) је насеље у Италији у округу Лече, региону Апулија.
Према процени из 2011. у насељу је живело 53 становника. Насеље се налази на надморској висини од 40 м.